# Francisco Rendón
Francisco Rendón (Guayaquil, Provincia del Guayas, Ecuador, 19 de febrero de 1991) es un futbolista ecuatoriano. Es mediocampista y actualmente juega en la Academia Alfaro Moreno de Ecuador.

## Trayectoria
Empezó a jugar en las inferiores del Barcelona Sporting Club. Con ese equipo estuvo hasta el 2008. Luego pasó por el Danubio Fútbol Club de Uruguay. En el 2010 pasó al Club Sport Emelec y ese mismo año debutó en Primera División el 3 de julio frente al Deportivo Quito en el Estadio Olímpico Atahualpa, junto a otros juveniles como Washington Vélez, Jean Pierre de la Rosa, Brayan Carranza y Luis Seminario, ese día Rendón salió expulsado a los 5 minutos de haber ingresado al cambio. El 2011 pasó a la Academia Alfaro Moreno.

## Clubes
| Club   | País    | Año   |
| ------ | ------- | ----- |
| Emelec | Ecuador | 2010- |